# Баррьентос, Серхио
Серхио Баррьентос (исп. Sérgio Barrientos; род. 28 июня 1986, Медельин) — колумбийский шахматист, гроссмейстер (2011).
В составе сборной Колумбии участник 5-и Олимпиад (2004—2012).

## Изменения рейтинга
| Графики недоступны из-за технических проблем. См. информацию на Фабрикаторе и на mediawiki.org. |